# (2581) Radegast
(2581) Radegast est un astéroïde de la ceinture principale.

## Description
(2581) Radegast est un astéroïde de la ceinture principale. Il fut découvert le 11 novembre 1980 à l'Observatoire Kleť par Zdeňka Vávrová. Il présente une orbite caractérisée par un demi-grand axe de 2,24 UA, une excentricité de 0,10 et une inclinaison de 2,5° par rapport à l'écliptique.

## Compléments